# Christin Henkel
Christin Henkel (* 11. Oktober 1984 in Meiningen) ist eine deutsche Komponistin, Autorin, Liedermacherin und Musikkabarettistin.

## Biografie
Christin Henkel wuchs in Untermaßfeld bei Meiningen auf. Sie war Mitglied des Jugendchores der Max-Reger-Musikschule Meiningen und besuchte das Musikgymnasium Schloss Belvedere in Weimar. Anschließend studierte sie an der Hochschule für Musik und Theater München Filmkomposition bei Enjott Schneider und Gerd Baumann und schrieb während dieser Zeit Lieder, die sie zunächst in Livemusikclubs und mit Erfolg bei verschiedenen Song-Slams darbot. Seit 2014 folgten Auftritte in verschiedenen Fernsehsendungen wie z. B. NightWash, PufPaffs Happy Hour, Ladies Night, Nuhr ab 18, NDR Comedy Contest, West ART, Satire Deluxe, Vereinsheim Schwabing. Hierbei spielte sie meist solo mit eigener Begleitung am Piano oder zusammen mit ihrem Cellisten Juri Kannheiser. 2019 trat sie bei Lieder auf Banz auf und gastierte am Deutschen Theater München.
Neben ihren Liedprogrammen komponierte Christin Henkel Kammermusik- und Orchesterwerke in den Genres Filmkomposition und zeitgenössische Klassik. Es entstanden Aufnahmen und Veröffentlichungen mit den Münchner Philharmonikern, den Münchner Symphonikern und dem MDR-Sinfonieorchester. 
In ihrem 2017 erschienenen Buch Juhu berühmt! Ach nee, doch nich’ (Droemer Knaur) schrieb sie über ihren eigenen Werdegang. In ihrem zweiten Buch Achtsam scheitern  (Eulenspiegel-Verlag, 2020) beschäftigt sie sich auf humorvolle Art und Weise mit dem Thema Achtsamkeit und Nachhaltigkeit. 
2021 erschien ihr drittes Album #INFAULENZER.  Außerdem widmete Henkel dem Waldgebiet „Still“ ihrer südthüringer Heimat ein gleichnamiges Orchesterstück.
2023 wurde sie für den Deutschen Musikautor*innenpreis der GEMA in der Kategorie "Chanson" nominiert. Ebenfalls 2023 komponierte sie die Theatermusik zum 70. Jubiläum des Berliner Kabarett-Theaters Distel und übernahm die musikalische Leitung der Produktion.
Christin Henkel hat zwei Söhne und lebt in München.

## Preise und Auszeichnungen
- 1. Platz bei den Singer/Songwriter-Slams in Frankfurt, Mannheim, Heidelberg, Stuttgart, Berlin und München (2013)
- 1. Platz beim Singer/Songwriter-Jahresfinale in München (2014)
- Thüringer Landesmeisterin im Liederslam (2015)
- Jurypreis und Publikumspreis beim Obernburger Mühlstein (2015)[13]
- Silber beim Rostocker Koggenzieher (2015)
- Förderpreis für junge Liedermacher der Hanns-Seidel-Stiftung (2019)
- Gewinnerin beim Wettbewerb StadtMUCe[14] und Sonderpreis der Münchner Philharmoniker[15] (2020)

## Literarische Veröffentlichungen
- Christin Henkel: Juhu, berühmt! Ach nee, doch nich'  – Unerhörte Abenteuer einer Musikerin. Taschenbuch, 271 Seiten, erschienen bei Knaur, Januar 2017.
- Querulantinnen: Kabarett und Poesie. Taschenbuch, 159 Seiten, erschienen bei Reclam, Februar 2018.
- Christin Henkel: Achtsam scheitern – Wie ich die Erde retten und dabei gut duften wollte, Taschenbuch, 176 Seiten, erschienen bei Eulenspiegel-Verlag, September 2020.
- Warte, bis es dinkel wird, Taschenbuch, 128 Seiten, erschienen bei Eulenspiegel-Verlag, September 2021[16]

## Tonaufnahmen
- Klakason. Lied-CD in Eigenproduktion (Januar 2014)
- Prokrastination[17] Album (Spinnup 2018)
- Still[18] Orchesterstück MDR Klassik (2021)
- Infaulenzer[19] Album (Spinnup 2021)
- Gru Gru Gruselig – Das verfluchte Schloss (Kindermusical, Rolle: Amanda 2022)[20]